# Samut Songkhram
Samut Songkhram (in thailandese สมุทรสงคราม) è una città minore (thesaban mueang) della Thailandia di 27 323 abitanti (nel 2020). Il territorio comunale occupa una parte del Distretto di Mueang Samut Songkhram, che è capoluogo della Provincia di Samut Songkhram, nel gruppo regionale della Thailandia Centrale. La città è sede del governo provinciale e distrettuale.